# École de santé des armées
Die École de santé des armées (ESA) ist die einzige französische Militärschule für angehende Ärzte und Apotheker, die für den Dienst im Ministerium der Streitkräfte bestimmt sind. Sie sind verpflichtet, in den dem Sanitätsdienst der Armeen eigenen Einrichtungen, insbesondere den Sanitätsstellen der Armeen, den Lehrkrankenhäusern der Armeen, den Forschungsstellen zugunsten des Heeres, dem Heer der Luftwaffe, zu praktizieren, die Marine, die Gendarmerie nationale und Militäreinheiten der Zivilsicherheit. Es gehört zu den am 1. September 2018 gegründeten Militärgesundheitsschulen Lyon-Bron (EMSLB).
Seine Schüler werden traditionell „Santards“ genannt.

## Berühmte Absolventen
- Bernard Lafont (* 1947), französischer Militärarzt